# Revenido

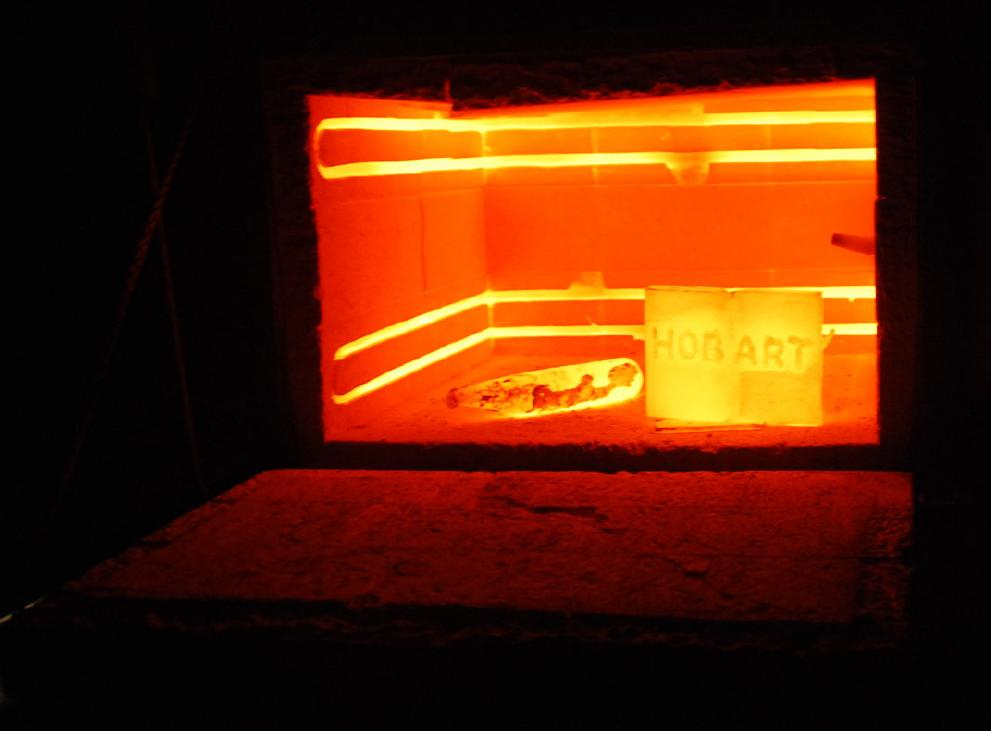
Horno para tratamiento térmico

El revenido, al igual que el normalizado, el recocido y el temple, es un tratamiento térmico a un material con el fin de variar su dureza y cambiar su resistencia mecánica. El propósito fundamental es disminuir la gran fragilidad que tienen los aceros tras el temple.

## Procedimiento
Es un tratamiento complementario del templado, que regularmente sigue a este. A la unión de los dos tratamientos también se le llama «bonificado». El revenido ayuda al templado a aumentar la tenacidad de la aleación a cambio de dureza y resistencia, disminuyendo su fragilidad. Este tratamiento consiste en aplicar, a una aleación, una temperatura inferior a la del punto crítico y cuanto más se aproxima a esta y mayor es la permanencia del tiempo a dicha temperatura, mayor es la disminución de la dureza (más blando) y la resistencia y mejor la tenacidad. El resultado final no depende de la velocidad de enfriamiento.
Los factores que influyen en el revenido son:
- Temperatura de revenido.
- El tiempo de revenido.
- Dimensiones de pieza.

### Fases
El revenido se hace en tres fases:
- Calentamiento a una temperatura inferior a la crítica: el calentamiento se suele hacer en hornos de sales. Para los aceros al carbono de construcción, la temperatura de revenido está comprendida entre 450 a 600 °C, mientras que para los aceros de herramienta la temperatura de revenido es de 200 a 350 °C.
- Mantenimiento de la temperatura: la duración del revenido a baja temperatura es mayor que a las temperaturas más elevadas, para dar tiempo a que sea homogénea la temperatura en toda la pieza.
- Enfriamiento: la velocidad de enfriamiento del revenido no tiene influencia alguna sobre el material tratado cuando las temperaturas alcanzadas no sobrepasan las que determinan la zona de fragilidad del material; en este caso se enfrían las piezas directamente en agua. Si el revenido se efectúa a temperaturas superiores a las de fragilidad, es convenientemente enfriarlas en baño de aceite caliente a unos 150 °C y después al agua, o simplemente al aire libre.

## Fines
- Mejorar los efectos del temple, llevando al acero a un punto de mínima fragilidad.
- Reducir las tensiones internas de transformación que se originan en el temple.
- Cambiar las características mecánicas en las piezas templadas generando los siguientes efectos:
  - Reducir la resistencia a la rotura por tracción, el límite elástico y la dureza.
  - Elevar las características de ductilidad; alargamiento, estricción y las de tenacidad; resiliencia.

## Tipos
- Baja temperatura o eliminación de tensiones.
  - Finalidad: reducir tensiones internas del material templado sin reducir la dureza.
  - Procedimiento: seleccionar el acero adecuado, seleccionar la temperatura de calentamiento, determinar la dureza inicial, calentar la pieza de 200 °C a 300 °C, mantener la temperatura constante (dependiendo del espesor de la pieza), sacar la pieza del horno, enfriarla, determinar la dureza final.
- Alta temperatura.
  - Finalidad: aumentar la tenacidad de los aceros templados.
  - Procedimiento: seleccionar el acero adecuado, seleccionar la temperatura de calentamiento, determinar la dureza inicial, calentar la pieza de 580 °C a 630 °C, mantener la temperatura constante, sacar la pieza del horno y enfriarla preferiblemente al aire, determinar la dureza final.
- Estabilización.
  - Finalidad: eliminar tensiones internas de los aceros templados para obtener estabilidad dimensional.
  - Procedimiento: seleccionar el acero adecuado, determinar la dureza inicial, calentar la pieza a 150 °C, mantener la temperatura constante (t=k 6-8 h), sacar la pieza del horno y enfriarla preferentemente al aire, determinar la dureza final.

## Hornos
- Horno de revenido: hasta 650 °C.
- Horno de baño en sales: hasta 1000 °C.
- Horno a combustión con carro automatizado.